# Principio di preferenza della legge
Il principio della preferenza di legge (sottinteso: rispetto alla fonte secondaria), in diritto, è un principio giuridico che sancisce la prevalenza della legge del Parlamento sull’atto normativo emanato dal potere esecutivo (sovraordinazione gerarchica della legge rispetto agli atti dei poteri esecutivo e giurisdizionale).

## Storia
La locuzione ha origine dall'istituto tedesco del Gesetzesvorrang (mentre 'riserva di legge' viene detta Gesetzesvorbehalt) e presuppone, naturalmente, la possibilità che la stessa materia sia regolata tanto dalla legge in senso formale del Parlamento, quanto da atti normativi del sovrano o del governo. Corollario del principio è la regola in base alla quale è invalido ogni atto dei pubblici poteri che sia in contrasto con la legge.
Questo meccanismo era tipico dello Stato tedesco dall’Ottocento fino alla prima guerra mondiale, contrapposto all'istituto della riserva di legge. In base a quest'ultimo, una materia può essere regolata esclusivamente da una fonte primaria (riserva assoluta di legge) ovvero può essere disciplinata da una fonte secondaria, in quanto una legge ordinaria detti le regole principali (riserva relativa di legge). Il principio è riconosciuto anche nel Regno Unito, monarchia costituzionale in cui la sovranità della legge del Parlamento convive con i poteri di prerogativa regia (i cui atti dunque in tali materie cedono di fronte alla legge ma solo se legge c’è e sussiste incompatibilità tra norme di legge e norme introdotte dagli atti di prerogativa).

## Nel mondo

### Italia
Il principio, secondo l'opinione dominante, ha rilievo costituzionale. È ricavabile a fortiori dall'art. 77, 1° co., Cost.: poiché il Governo non può, senza delegazione delle Camere, adottare decreti che abbiano valore di legge ordinaria, gli atti normativi dell'amministrazione sono sottordinati rispetto alla legge parlamentare.
Lo stesso principio è espressamente sancito dalla disciplina primaria: l'art. 5, legge 2248/1865, all. E, «le autorità giudiziarie applicheranno gli atti amministrativi ed i regolamenti generali e locali, in quanto siano conformi alle leggi». Successivamente, con il codice civile del 1942, l'art. 4, 1° co., disp. prel. c.c. «i regolamenti non possono contenere norme contrarie alle disposizioni delle leggi» e l'art. 15, disp. prel. c.c., «Le leggi non sono abrogate che da leggi posteriori». 
Il principale problema applicativo dipendente dall'interpretazione del principio riguarda i c.d. regolamenti indipendenti dell’esecutivo, vale a dire emanati in materie non coperte da riserva di legge: un indirizzo li ammette, pur facendo salva la preferenza della legge incompatibile successivamente intervenuta sullo stesso oggetto; un altro orientamento li ritiene invalidi, ammettendo regolamenti soltanto ove previsti da una legge formale.